# ویکتور پونرپو
ویکتور پونرپو (چکی: Viktor Ponrepo؛ ۱۶ ژوئن ۱۸۵۸ – ۴ دسامبر ۱۹۲۶) شعبده باز اهل جمهوری چک و از پیشگامان سینما بود. نام واقعی او «دیسماس شلامبور» بود. او اولین سینمای دائمی را در پراگ (خیابان چارلز) تأسیس کرد.